# Anselm Bresgott
Anselm Ferdinand Bresgott (* 1999) ist ein deutscher Schauspieler und Singer-Songwriter.

## Leben
Anselm Bresgott stammt aus einer musikalischen Familie. Mit sieben Jahren begann er Klavier zu spielen. Mit dreizehn Jahren stand er das erste Mal vor der Kamera. Seine erste Rolle in einem Kinofilm hatte er als Timo in Das schönste Mädchen der Welt, einer modernen Interpretation der Thematik von Cyrano de Bergerac. Er spielte den jungen Ludwig van Beethoven im Fernsehfilm Louis van Beethoven, der zu Weihnachten 2020 erstmals in der ARD ausgestrahlt wurde. Außerdem spielte er auch in den Webserien Druck, Love Addicts und blutige Anfänger mit.
2020 spielte er erstmals im NDR Tatort „Tyrannenmord“ mit Wotan Wilke Möhring und Franziska Weisz mit.
Bresgott lebt in Berlin.

## Filmografie

### Kinofilme
- 2018: Das schönste Mädchen der Welt
- 2021: Windstill
- 2021: Die Rettung der uns bekannten Welt
- 2022: Jagdsaison

### Fernsehfilme und -serien (Auswahl)
- 2013: Doc meets Dorf (Staffel 1, Folge 3 Aufgeben ist was für Pussies)
- 2013: Robin Hood und ich
- 2014: Mit Burnout durch den Wald
- 2014: Polizeiruf 110: Hexenjagd
- 2015: SOKO Wismar (Staffel 11, Folge 14 Himmelfahrt)
- 2015: Binny und der Geist (Staffel 1–2, 10 Folgen)
- 2017: Aenne Burda – Die Wirtschaftswunderfrau
- 2018–2019: Druck (Staffel 1–4, 40 Folgen)
- 2019: Familie Dr. Kleist (Staffel 8, Folge 16 Weil wir uns lieben)
- 2019: Der Zürich-Krimi – Borchert und die mörderische Gier
- 2019: Inga Lindström – Klang der Sehnsucht
- 2019: SOKO München (Staffel 46, Folge 3 Pranks)
- 2020: Think Big! (Staffel 1, 10 Folgen)
- 2020: Louis van Beethoven
- 2021: Ostfrieslandkrimis (Staffel 1, Folge 5 Ostfriesenangst)
- 2021: Extraklasse 2+
- 2021: Blackout
- 2022: Tatort: Tyrannenmord
- 2022–2024: Kleo Staffel 1 und 2
- 2022: Die Drei von der Müllabfuhr – Zu gut für die Tonne
- 2022: Das Haus der Träume
- 2022: Love Addicts
- 2023: Blutige Anfänger (4 Folgen)
- 2024: Überväter
- 2025: Tatort: Charlie

### Theater
- 2014: 2035 oder Mit 40 eröffne ich ein Hotel auf dem Mond,[3] Deutsches Theater Berlin

## Diskografie
- 2018: A part of me (Single, Selbstverlag)
- 2019: But we stand up (Single, Selbstverlag)
- 2019: Reach me (Single, Selbstverlag)
- 2020: Another way (Single, Selbstverlag)
- 2021: Light (Single, Selbstverlag)
- 2021: I´m Fine (Single, Selbstverlag)
- 2022: So nah wie nie (Single, Selbstverlag)
- 2022: So nah wie nie II (Single, Selbstverlag)
- 2023: Hold On (Single, Selbstverlag)
- 2024: Light II (Single, Selbstverlag)
- 2024: Enough (Single, Selbstverlag)